# کواسووو
کواسووو (به لهستانی:  Kwasowo) یک روستا در لهستان است که در گمینا سواونو (استان پومرانی غربی) واقع شده‌است.
 کواسووو  ۵۱۹ نفر جمعیت دارد.